# Eddie Murphy (sportiv)
Eddie Murphy (n. 1 februarie 1905, La Crosse, Wisconsin, SUA – d. 20 septembrie 1973, Bellwood⁠(d), Illinois, SUA) a fost un patinator de viteză ce a reprezentat Statele Unite ale Americii, medaliat olimpic. A participat la 2 ediții ale Jocurilor Olimpice (1928, 1932) în care a câștigat o medalie de argint.